# 顕昭
顕昭（けんしょう、1130年（大治5年）? - 1209年（承元元年）?）は、平安時代末期から鎌倉時代初期にかけての歌僧。亮公（すけのきみ）、亮阿闍梨（すけのあじゃり）とも呼ばれる。父母未詳。左京大夫藤原顕輔の養子となったため、藤原姓を賜っていた。

## 来歴
来歴は川上新一郎の年譜に拠る。
1130年（大治5年）出生（久曾神昇説）。1141年（永治元年）初めて和歌を詠む（『顕昭陳状』）。1144年（天養元年）7月1日から1146年（久安2年）11月21日にかけて、比叡山で『倶舎論』を書写校合する。1149年（久安5年）山路歌合に出詠し、以後数十回の歌合に出詠する。その間、1183年（寿永2年）『拾遺抄注』『後拾遺抄注』『詞花集注』『散木集注』『後撰集注』『金葉集注』『堀川百首注』が成立、1185年（文治元年）『古今集注』が成立、いずれも守覚法親王に献呈する。1207年（承元元年）後鳥羽院に法橋位を許される。1209年（承元3年）長尾社歌合に出詠したのが確認できる最後の事跡である。